# Rezervația peisagistică Căbăiești–Pîrjolteni
Rezervația peisagistică Căbăiești–Pîrjolteni, cunoscută și ca rezervația peisagistică Căbăiești–Temeleuți, este o arie protejată, situată între satele Căbăiești, Pîrjolteni și Seliștea Nouă, raionul Călărași, Republica Moldova (ocolul silvic Călărași, Căbăiești – Pîrjolteni, parcelele 47-56). Are o suprafață de 1.213 ha. Obiectul este administrat de Gospodăria Silvică de Stat Călărași.

## Caracteristici geografice
Rezervația este amplasată în partea de vest a Podișului Moldovei Centrale, numit și podișul Codrilor, pe un lanț de dealuri din preajma localităților Căbăiești și Pîrjolteni din raionul Călărași. Are o suprafață de 1.213 ha conform Legii, sau 1.197,9 ha conform unor aprecieri recente. Altitudinea maximă (402,2 m) este atinsă în sectorul amplasat la est de Căbăiești. De aici, suprafața rezervației coboară spre Pîrjolteni la o altitudine de 298 m, unde separă văile Cabani și Cunila.

## Clasificare
Aria a fost încadrată în etajul deluros de cvercete și șleauri de deal (FD2), cu patru tipuri de stațiune:
- deluros de cvercete cu gorun de silvostepă de productivitate inferioară, cernoziom, soluri brune și cenușii argiloiluviale, edafic mic;
- deluros de cvercete cu gorunete, goruneto-șleauri, versanți semiînsoriți și însoriți, soluri cenușii, cenușii brune și brune slab luvice, edafic mijlociu cu Carex pilosa, bonitate mijlocie;
- deluros de cvercete cu gorunete, goruneto-șleauri de productivitate superioară și mijlocie, soluri cenușii, edafic mare;
- deluros de cvercete cu fageto-cărpinete de productivitate superioară și mijlocie, sol brun argiloiluvial, brun cenușiu și luvic, edafic mare.

Au fost identificate zece tipuri de pădure:
- gorunet de silvostepă de productivitate inferioară;
- gorunet normal cu floră de mull de productivitate superioară;
- gorunet cu floră de mull de productivitate mijlocie;
- gorunet cu Carex pilosa de productivitate mijlocie;
- gorunet cu șleau de productivitate superioară;
- șleau de deal cu gorun de productivitate superioară;
- goruneto-șleau de productivitate mijlocie;
- stejăreto-goruneto-șleau de productivitate superioară;
- șleau de deal cu stejar pedunculat de productivitate superioară;
- stejăreto-goruneto-șleau de productivitate mijlocie.

## Diversitate floristică
Datele referitoare la componența floristică și fitocenotică a rezervației provin din rezultatele a mai multor expediții întreprinse de specialiști ai Grădinii Botanice (Institut) a Academiei de Științe a Moldovei în primăvara și vara anului 2008.
Au fost identificate 247 de specii de plante vasculare, dintre care 38 de specii de arbori, 22 de specii de arbuști și alte 187 de ierburi.

### Arbori
Lista completă de specii de arbori identificate la Căbăiești–Pîrjolteni este redată în cele ce urmează:
- Acer campestre L.
- Acer negundo L.
- Acer platanoides L.
- Acer pseudoplatanus L.
- Acer tataricum L.
- Ailanthus altissima (Mill.) Swingle
- Betula pendula Roth
- Carpinus betulus L.
- Cerasus avium (L.) Moench
- Fagus sylvatica L.
- Fraxinus excelsior L.
- Fraxinus lanceolata Borkh.
- Gleditsia triacanthos L.
- Juglans regia L.
- Malus sylvestris Mill.
- Morus alba L.
- Morus nigra L.
- Picea abies (L.) Link
- Pinus sylvestris L.
- Populus alba L.
- Populus cadescens (Ait.) Smith
- Populus deltoides Marsh.
- Populus tremula L.
- Pyrus pyraster Burgod.
- Quercus borealis Michx.
- Quercus petraea Liebl.
- Quercus robur L.
- Robinia pseudacacia L.
- Salix alba L.
- Salix caprea L.
- Salix fragilis L.
- Sorbus torminalis (L.) Crantz
- Tilia cordata Mill.
- Tilia platyphyllos Scop.
- Tilia tomentosa Moench
- Ulmus carpinifolia Rupp. ex Suckow.
- Ulmus glabra Huds.
- Ulmus laevis Pall.

În cadrul rezervației se evidențiază două trupuri de pădure, numite Izvorul Mare (parcelele 1-17) și Obădeni (parcelele 19-29). Pădurile bine conservate ocupă o suprafață de 862,7 ha, ceea ce reprezintă 72% din suprafața totală a ariei protejate. Dintre acestea, 286,5 ha sunt păduri de fag, 553,8 ha de gorun, 20,6 ha de stejar și 1,8 ha de salcâm. Restul rezervației este populat de păduri degradate, printre care arboreturi cu specia silvoformantă decăzută pe o suprafață de 225,6 ha și plantații de specii alogene pe 109,3 ha.
Trupul de pădure Izvorul Mare găzduiește păduri seculare de fag și gorun, unele exemplare de fag având, în 2008, vârsta de peste 120 de ani. În trupul de pădure Obădeni, vârsta fagilor era, în 2008, de 60-70 de ani, iar a gorunilor de 60-65 de ani.
În linii generale, fiecare specie de arbori silvoformați se încadrează la altitudinea potrivită. Fagii populează cele mai ridicate zone, la altitudini de 300-400 m. Gorunii cresc la altitudini mai joase, de 200-350 m, iar stejarii populează stațiunile cele mai joase ale reliefului deluros, la 150-200 m. În luncă cresc preponderent salcâmi.
La diferite altitudini, în diferite tipuri de pădure, sunt plantate mici suprafețe de arbori alogeni și specii silvoformante autohtone, care nu se încadrează în peisajul natural al rezervației. Astfel, în habitatul fagului de pe cei mai înalți versanți se întâlnesc arboreturi artificiale cu compoziție mixtă (pin, salcâm etc.), cât și plantații cu specii de arbori silvici cu afinități ecologice neadecvate condițiilor de habitat (stejar pedunculat, frasin și salcâm).

### Arbuști
Arbuștii sunt reprezentați de 22 de specii, dintre care Vinca minor este considerat semiarbust, iar Hedera helix este liană. Lista completă a arbuștilor este următoarea:
- Clematis vitalba L.
- Cornus mas L.
- Corylus avellana L.
- Crataegus curvisepala Lindm.
- Crataegus monogyna Jacq.
- Euonymus europaea L.
- Euonymus verrucosa Scop.
- Hedera helix L.
- Ligustrum vulgare L.
- Loranthus europaeum Jacq.
- Prunus spinosa L.
- Rosa canina L.
- Rosa spinosissima L.
- Rubus caesus L.
- Rubus canescens DC.
- Rubus ideus L.
- Sambucus nigra L.
- Staphilea pinnata L.
- Swida sanguinea (L.) Opiz
- Viburnum lantana L.
- Vinca minor L.
- Viscum album L.

### Ierburi
Au fost identificate 191 de specii de ierburi, grupate în efemeroide, hibernale și estivale:
specii efemeroide:
- Adoxa moschatellina L.
- Allium ursinum L.
- Anemonoides nemorosa (L.) Holub.
- Anemonoides ranunculoides (L.) Holub
- Corydalis cava (L.) Schweigg. et Korte
- Corydalis marschalliana Pers.
- Corydalis solida (L.) Claiv.
- Dentaria bulbifera L.
- Dentaria glandulosa Waldst. et Kit.
- Ficaria verna Huds
- Gagea lutea (L.) Ker.-Gawl.
- Gagea pusilla (F.W.Schmidt) Schult. et Schult.
- Galanthus nivalis L.
- Isopyrum thalictroides L.
- Lamium purpureum L.
- Nectaroscordum bulgaricum Janka
- Ornitogalum flavescens Lam.
- Scilla bifolia L.
- Stellaria media (L.) Vill.
- Taraxacum officinalis L.
- Tulipa biebersteiniana Schult.
- Tussilago farfara L.
- Veronica chamaedrys L.
- Veronica hederifolia L.

specii hibernale:
- Asarum europaeum L.
- Carex brevicollis DC
- Carex pilosa Scop.
- Euphorbia amygdaloides L.
- Galeobdolon luteum Huds.
- Geum urbanum L.
- Pulmonaria obscura Dumort.
- Pulmonaria officinalis L.
- Sanicula europaea L.
- Viola reichenbachiana Jard. ex Boreau

specii estivale:
- Aconitum lasiostomum Reichenb.
- Aegonychon purpureo-caeruleum (L.) Holub
- Aegopodium podagraria L.
- Agremonia eupatoria L.
- Agrostis stolonifera L.
- Ajuga genevensis L.
- Ajuga reptans L.
- Alliaria petiolata (Bieb.) Cavara et Grande
- Ambrosia artemissifolia L.
- Angelica sylvestris L.
- Anthriscus sylvestris (L.) Hoffm.
- Arctium lappa L.
- Artemisia campestris L.
- Arum orientale Bieb.
- Asparagus tenuifolius Lam.
- Astragalus glycyphyllos L.
- Ballota nigra L.
- Betonica officinalis L.
- Bidens cernua L
- Bidens tripartita L.
- Brachipodium pinnatum (L.) Beauv.
- Brachypodium sylvaticum (Huds.) Beauv.
- Bromopsis benekenii (Lange) Holub
- Bromopsis inermis (Leys.) Holub
- Bromus arvensis L.
- Calamagrostis epigeios (L.) Roth
- Calystegia sepium (L.) R.Br.
- Campanula bononiensis L.
- Campanula persicifolia L.
- Campanula rapunculoides L.
- Campanula trachelium L.
- Carex contigua Hoppe
- Carex michelii Host
- Carex pendula Huds.
- Carex remota L.
- Carex riparia Curt.
- Carex sylvatica Huds.
- Cephalanthera longifolia (L.) Fritsch
- Cephalanthera rubra (L.) Rech.
- Chaerophillum temulum L.
- Chamerion angustifolium
- Chelidonium majus L.
- Cichorium intybus L.
- Circaea luteciana L.
- Clinopodium vulgare L.
- Convallaria majalis L.
- Coronilla varia L.
- Dactylis glomerata L.
- Dactylis poligama Horvat.
- Daucus carota L.
- Dipsacus piloselus L.
- Dryopteris filix mas (L.) Scholt.
- Echinochloa crusgalli (L.) Beauv.
- Epipactis helleborine (L.) Crantz.
- Epypactis artrorubens (Hoffm.) Bess.
- Equisetum ramosissimum Desf.
- Equisetum sylvaticum L.
- Erigheron canadensis L.
- Eryngium campestre L.
- Fragaria vesca L.
- Galatella dracunculoides (Lam.) Nees
- Galium aparine L.
- Galium odoratum (L.) Scop.
- Geranium robertianum L.
- Glechoma hirsuta Waldst. et Kit.
- Helianthus tuberosus L.
- Hiracium virgultorum Jord.
- Hordelymus europaeus (L.) Harz
- Humulus lupulus L.
- Hypericum perforatum L.
- Inula helenium L.
- Iva xanthifolia Nutti
- Juncus effusus L.
- Lactuca quercina L.
- Lamium maculatum (L.) L.
- Lapsana communis L.
- Laser trilobum (L.) Borkh.
- Lathrea squamaria L.
- Lathyrus aureus (Stev.) Brandza
- Lathyrus niger (L.) Bernh.
- Lathyrus sylvestris L.
- Lathyrus venetus (Mill.) Wohlt.
- Lathyrus vernus (L.) Bernh.
- Leontodon autumnalis L.
- Lilium martagon L.
- Listera ovata (L.) R.Br.
- Lysimachia nummularia L.
- Lysimachia vulgaris L.
- Lythrum salicaria L.
- Melampyrum nemorosum L.
- Melica nutans L.
- Melica uniflora Retz.
- Melilotus albus L.
- Melilotus officinalis (L.) Pall
- Mercurialis ovata Sternb. et Hoppe.
- Mercurialis perennis L
- Micelis muralis (L.) Dumort.
- Milium effusum L.
- Neottia nidus-avis (L.) Rech.
- Ompholodes scorpioides (Haenke) Schrank
- Orchis purpurea Huds
- Parietaria officinalis L.
- Petasites hybridus (L.) Gaertn., Mey. et Scherb.
- Phragmites australis (Cav.) Trin. ex Steud.
- Piptatherum virescens (Trin.) Boiss.
- Plantago lanceolata L.
- Plantago major L.
- Plantgo major L.
- Platanthera bifolia (L.) Rich.
- Poa nemoralis L.
- Polygonatum latifolium Desf.
- Polygonatum multiflorum
- Polygonum aviculare L.
- Polyognum persicaris L.
- Potentilla micrantha Ramon ex DC.
- Potentilla reptans L.
- Prunella vulgaris L.
- Pyrethrum corimbosum (L.) Scop
- Ranunculus acer L.
- Ranunculus auricomus L.
- Rorippa sylvestris (L.) Bess.
- Rumex sanguineus L.
- Salvia glutinosa L.
- Sambucus ebulus L.
- Scirpus sylvaticus L.
- Scrophularia nodosa L.
- Scutellaria altissima L.
- Sedum maximum (L.) Hoffm.
- Silene dichotoma Ehrh.
- Silene nemoralis Waldst. et Kit.
- Solanium nigra L.
- Solanum dulcamara L.
- Sonchus arvensis L.
- Stachys sylvatica L.
- Stellaria holostea L.
- Strophiostoma sparsiflora (Pohl) Turcz.
- Tanacetum vulgare L.
- Trifolium alpestre L.
- Trifolium montanum L.
- Trifolium pratensis L.
- Trifolium repens L.
- Typha angustifolia
- Typha latifolia L.
- Urtica dioica L.
- Urtica urens L.
- Verbascum blattaria L.
- Vicia sylvatica L.
- Vincetoxicum hirundinaria Medik.
- Viola alba Bess.
- Viola canina L.
- Viola hirta L.
- Viola mirabilis L.
- Xantium strumarium L.

Cele mai abundente specii de ierburi primăvăratice (efemeroide) sunt brebeneii (Corydalis solida, C. cava, C. marschalliana), floarea-vântului (Anemonoides ranunculoides), colțișorul (Dentaria bulbifera) și leurda (Allium ursinum). Speciile hibernale sunt dominate de rogoji (Carex brevicollis, C. pilosa), care stau la baza identificării unor facesuri din masivele de fag, gorun și stejar din rezervație. Printre ierburile cu vegetație estivală, 95 de specii sunt atribuite fitocenozelor silvice, 41 celor pratante, 13 celor stepante, la fel de multe ruderale, cât și 5 specii invazive. Cele mai răspândite sunt rocoțelul (Stellaria holostea) și piciorul caprei (Aegopodium podagraria).

### Specii rare
Rezervația găzduiește 23 de specii de plante rare, dintre care șase (evidențiate cu aldine) sunt incluse în Cartea Roșie a Republicii Moldova:
- Aconitum lasiostomum Reichb
- Anemonoides nemorosa (L.) Holub
- Asparagus tenuifolius Lam.
- Carex pendula Huds.
- Cephalanthera longifolia (L.) Frisch.
- Cephalanthera rubra (L.) Rich.
- Dentaria glandulosa Waldst. et Kit.
- Dryopteris filix-mas (L.) Schott.
- Epipactis artrorubens (Hoffm.) Bess.
- Epipactis helleborine (L.) Crantz
- Fagus sylvatica L.
- Galanthus nivalis L.
- Lathyrus venetus (Mill.) Wohlf.
- Lilium martagon L.
- Listera ovata (L.) R.Br.
- Nectaroscordum bulgaricum Janka
- Neottia nidus-avis (L.) Rech.
- Orchis purpurea Huds.
- Platanthera bifolia (L.) Rich.
- Sorbus torminalis (L.) Grantz.
- Staphylea pinnata L.
- Tulipa biebersteiniana Schult. et Schult. fil.
- Vinca minor L.

### Caracteristică fitocenotică
În fitocenotaxonomia pădurilor din rezervația peisagistică Căbăiești–Pîrjolteni predomină elemente floristice central-europene, caracteristice alianței Carpinion betuli (Issler 1931) Oberd. 1953, ordinului Fagetalia silvaticae Pawl. 1928 și clasei Querco-Fagetea Br.-Bl. et Vlieg 1937. Speciile din arealul sudic al pădurilor termofile (Cl. Quercetea pubescenti-petraeae) sunt mai sporadice.
Fitocenozele asociației de făgete pure Fagetum bessarabicum Borza 1997 populează cei mai înalți versanți (350-400 m). La o altitudine mai joasă sunt răspândite următoarele comunități floristice:
- fag cu carpen – Fageto-Carpinetum Gheideman 1964
- gorun cu tei și frasin – Querco (petraea)-Tilieto-Fraxineto-Carpinetum Gheideman 1964
- gorun cu carpen – Querco (petraea)-Carpinetum Soo et Pocs 1957
- stejar pedunculat cu carpen – Querco (roboris)-Carpinetum Soo et Pocs (31) 1957

Pădurile de zăvoi cresc doar în parcelele 1I și 29F și sunt reprezentate de sălcișuri (ass. Salicetum albae Issler 1928).

## Statut de protecție
Pădurea Pîrjolteni a fost menționată în cercetările fitosociologice ale pădurilor din Basarabia efectuate de botanistul Alexandru Borza în 1935. Borza a remarcat pădurea seculară de fag (cu arbori cu diametrul de 120 cm și înălțimea de 30-35 m), gorun și stejar și a propus înființarea aici a unui parc național de 10 ha. Într-o lucrare din 1976, câțiva botaniști sovietici au remarcat, la fel, potențialul de parc național al regiunii, menționând caracterul pitoresc al locului și bogata diversitate biologică. Aceștia au înaintat un fag de 350 de ani (vârsta estimată în 1976) la statutul de monument al naturii; fagul nu a supraviețuit până în prezent.
Obiectivul a fost luat sub protecția statului prin Legea nr. 1538 din 25 februarie 1998 privind fondul ariilor naturale protejate de stat, în anexele căreia trupurile de pădure sunt atribuite la categoria „Rezervații peisagistice”, iar gestionarul funciar este Ocolul silvic Călărași din Gospodăria Silvică de Stat Călărași. În instituțiile de silvicultură, rezervația peisagistică este cunoscută sub numele „Căbăiești–Temeleuți”.
A fost semnalată destabilizarea componenței arboreturilor naturale pe o suprafață de 225,6 ha (18,9%). Acest lucru se răsfrânge negativ asupra etajelor inferioare ale ecosistemului silvic, cât și asupra proceselor de fructificare, formare și creștere a puieților de plante arborescente. Astfel, este direct afectată productivitatea de masă lemnoasă.